# Gustav Ferlenius
Gustav Rudolf Ferlenius, född 1 augusti 1897 i Färlövs församling, Kristianstads län, död 11 april 1969 i Kiaby församling, Kristianstads län, var en svensk trädgårdsarkitekt och -konsulent.
Ferlenius, som var son till trädgårdsmästare O. Persson och Elna Svensson, utexaminerades som trädgårdsmästare i Berlin 1921 och trädgårdsarkitekt i Geisenheim 1923. Han var stadsträdgårdsmästare i Kristianstads stad 1923–1934 och trädgårdskonsulent i Kristianstads län från 1934–1963. Han var arrendator av Bäckaskogs slott från 1956. Han var ledamot av ett flertal statliga utredningar angående trädgårdsodling, av statens trädgårdsförsöksråd, vice ordförande i Gamla sparbanken i Kristianstad och styrelseledamot Svenska pomologiska föreningen. Han var ledamot av Kristianstads läns landsting (Folkpartiet), vice ordförande i Kristianstads stadsfullmäktige 1939–1959, ledamot av drätselkammaren, kyrkofullmäktige och skolstyrelsen samt ordförande direktionen för centrallasarettet i Kristianstad. Han avled till följd av de skallskador som han ådrog sig då han föll genom taket till Karl XV:s stall på Bäckaskogs slott.